# Скочко, Ярослав Максимович
Ярослав Максимович Скочко (укр. Ярослав Максимович Скочко; 11 декабря 1931 года, село Бобятин — 2 ноября 2019 года, село Бобятин, Сокальский район, Львовская область, Украина) — бригадир тракторной бригады колхоза «Победа» Сокальского района Львовской области, Украинская ССР. Герой Социалистического Труда (1973).
Родился в 1931 году в крестьянской семье в селе Бобятин. Его отец был убит в 1945 году бойцами Украинской повстанческой армии за сотрудничество с советской властью. Трудовую деятельность начал в 1945 году. Трудился прицепщиком, слесарем, ремонтником Тартаковской МТС Сакальского района. Потом окончил школу механизации. С 1949 года — тракторист Тартаковской МТС.
С 1958 года — бригадир тракторной бригады, заведующий производственного участка колхоза «Победа» (позднее — колхоз имени Кузнецова) Сокальского района в селе Бобятин. Вступил в КПСС.
За выдающиеся трудовые достижения Указом Президиума Верховного Совета СССР от 8 декабря 1973 года «за получение высокой продуктивности животноводства в 1947 году» удостоен звания Героя Социалистического Труда с вручением ордена Ленина и золотой медали «Серп и Молот».
После выхода на пенсию проживал в родном селе, где скончался в 2019 году.